# Симаков, Тимофей Алексеевич
Тимофей Алексеевич Симаков (1909—1944) — лейтенант Рабоче-крестьянской Красной Армии, участник Великой Отечественной войны, Герой Советского Союза (1945).

## Биография
Тимофей Симаков родился 24 января 1909 года в селе Самодуровка (ныне — Садовка Городищенского района Пензенской области). После окончания неполной средней школы сначала работал на заводе, затем руководил колхозом. В 1932—1934 годах проходил службу в Рабоче-крестьянской Красной Армии. В мае 1939 года Симаков повторно был призван в армию. В том же году он окончил курсы младших лейтенантов. Участвовал в боях советско-финской войны. С начала Великой Отечественной войны — на её фронтах.
К июлю 1944 года лейтенант Тимофей Симаков командовал 1-й ротой 796-го стрелкового полка 141-й стрелковой дивизии 1-й гвардейской армии 1-го Украинского фронта. Отличился во время освобождения Ивано-Франковской области Украинской ССР. В июле 1944 года рота Симакова одной из первых переправилась через Днестр к югу от Галича и приняла активное участие в боях за захват и удержание плацдарма на его берегу, отразив три немецкие контратаки. 26 июля 1944 года рота Симакова первой ворвалась в Станислав (ныне — Ивано-Франковск) и приняла активное участие в его освобождении. В боях за город рота Симакова уничтожила десятки солдат и офицеров противника, но и сам он погиб при освобождении Станислава согласно донесению о безвозвратных потерях 141-й стрелковой дивизии 27 июля 1944 года. Похоронен в братской могиле в Ивано-Франковске.
Указом Президиума Верховного Совета СССР от 24 марта 1945 года за «образцовое выполнение боевых заданий командования на фронте борьбы с немецкими захватчиками и проявленные при этом мужество и героизм» лейтенант Тимофей Симаков посмертно был удостоен высокого звания Героя Советского Союза. Также посмертно был награждён орденом Ленина.

## Память
В честь Симакова названа улица в селе Русский Ишим Пензенской области.